# Norfolk Southern Railway

A társaság vonalhálózata

A Norfolk Southern Railway (NS) az Amerikai Egyesült Államok keleti részén működő I. osztályú teherszállító vasúttársaság. A vállalat székhelye Atlantában van, és 1982-ben alakult a Norfolk and Western Railway és a Southern Railway egyesülésével. A vállalat 19 420 útvonalmérföldet (31 250 kilométer) üzemeltet 22 keleti államban, a Columbia Kerületben, és Kanadában vasúthasználati jogai vannak a Canadian Pacific Railway Albany és Montréal közötti útvonalán. A Norfolk Southern Railway a Norfolk Southern Corporation vezető leányvállalata.
A Norfolk Southern felelős 28 400 mérföld (45 700 km) vasútvonal karbantartásáért, a fennmaradó részt pedig más, karbantartásért felelős felek vágányhasználati jogai alapján üzemelteti. Az NS által szállított leggyakoribb árutípus az intermodális konténerek és pótkocsik, amelyek száma a 21. század folyamán a szénüzletág hanyatlásával nőtt; korábban a szén volt a legnagyobb forgalmi forrás. A vasút Észak-Amerika keleti részén a legnagyobb intermodális vasúti hálózatot kínálja. Az NS a Roadrailer szolgáltatás úttörője is volt. A Norfolk Southern és legfőbb versenytársa, a CSX Transportation duopóliummal rendelkezik a transzkontinentális áruszállító vasútvonalakon az Egyesült Államok keleti részén.
A Norfolk Southern a Norfolk Southern Corporation névadója és vezető leányvállalata, amelynek székhelye a Georgia állambeli Atlantában található; 2021-ig a virginiai Norfolkban volt a központja. 1980. július 23-án alapították a Norfolk Southern Corporationt Virginiában, és a New York-i tőzsdén (NYSE) NSC szimbólummal jegyzik. A Norfolk Southern Corporation elsődleges üzleti funkciója a nyersanyagok, köztes termékek és késztermékek vasúti szállítása az Egyesült Államok délkeleti, keleti és középnyugati részén, a vállalat továbbá megkönnyíti a szállítást az Egyesült Államok többi részébe más vasúti fuvarozókkal való átjárás révén, miközben a tengerentúli szállítási igényeket is kiszolgálja több atlanti- és öböl-parti kikötő kiszolgálásával. 2023. április 4-én a Norfolk Southern Corporation részvényeinek összértéke 72,5 milliárd dollár volt. 2023 áprilisában a Norfolk Southern 2023 első negyedévében 3,13 milliárd dolláros vasúti működési bevételt jelentett.

## Képgaléria

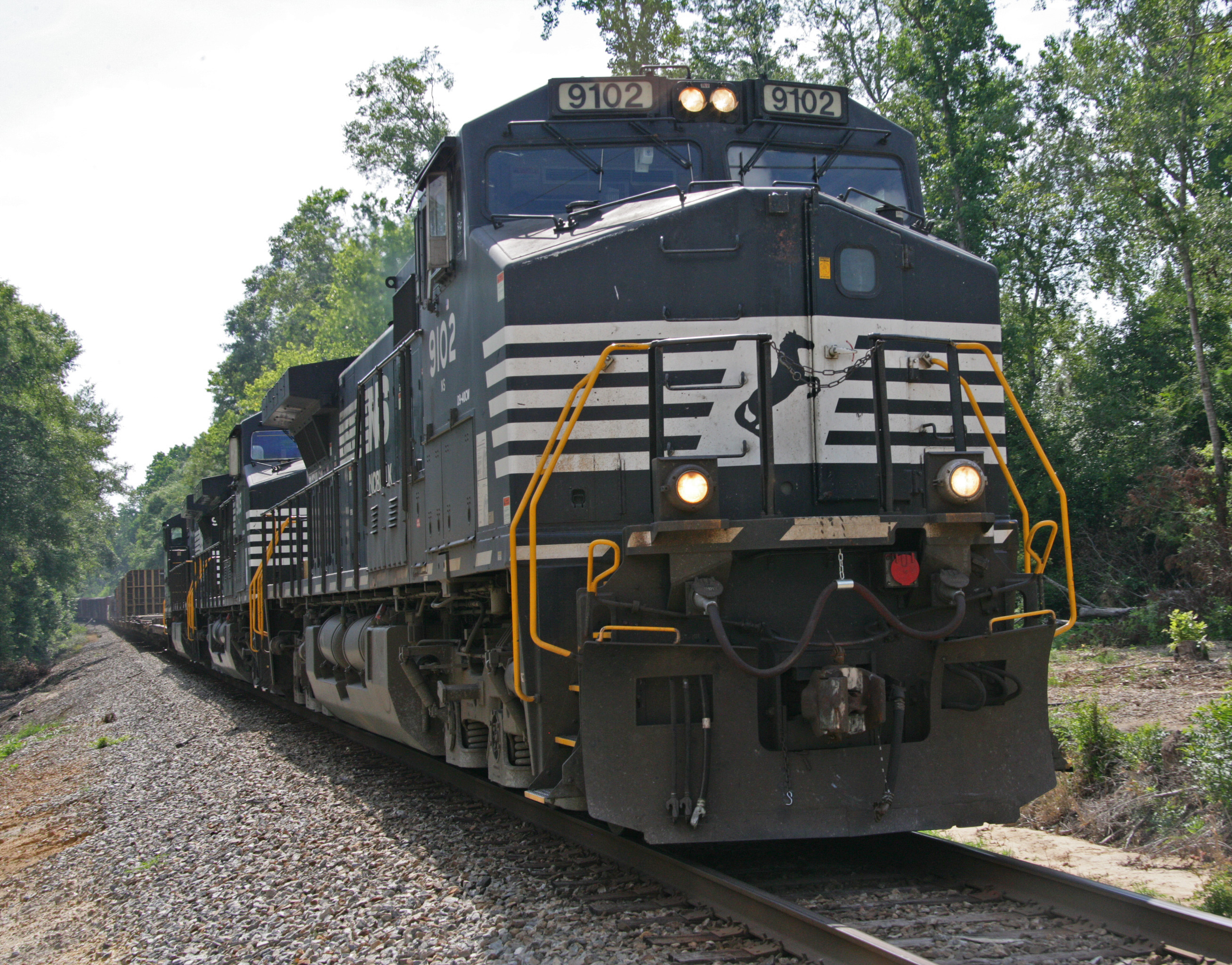
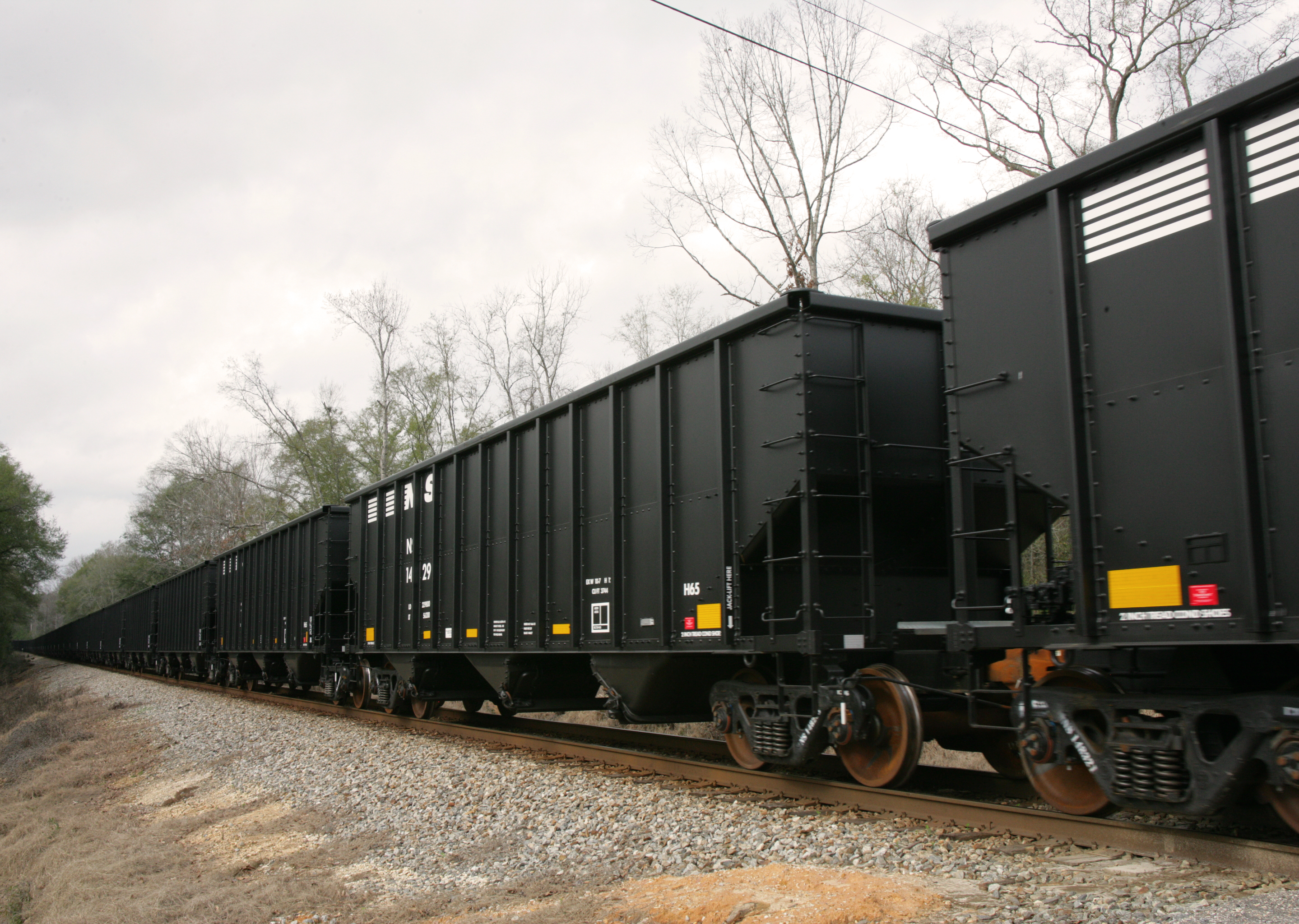
Szénszállító kocsik
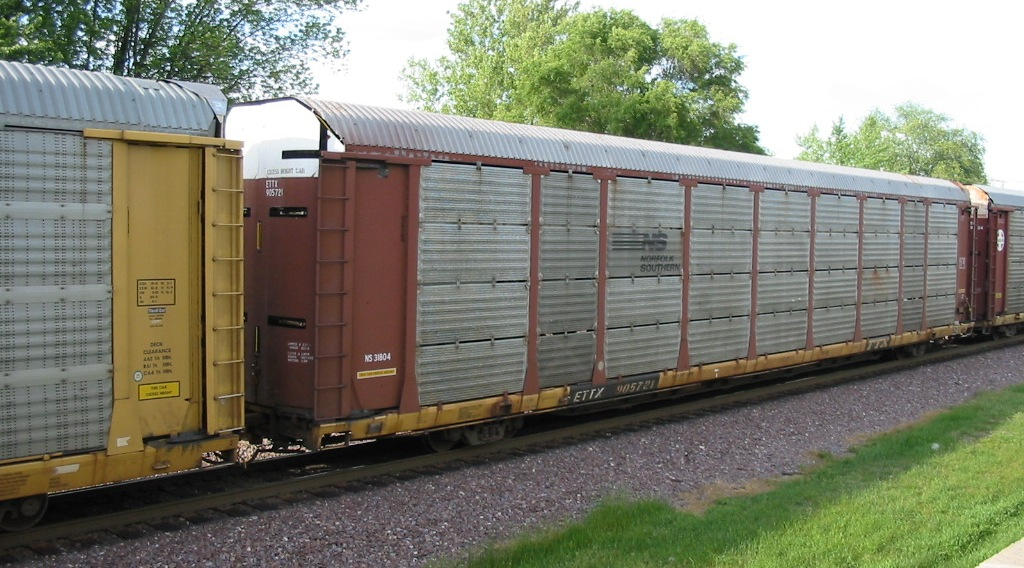
Autószállító kocsik
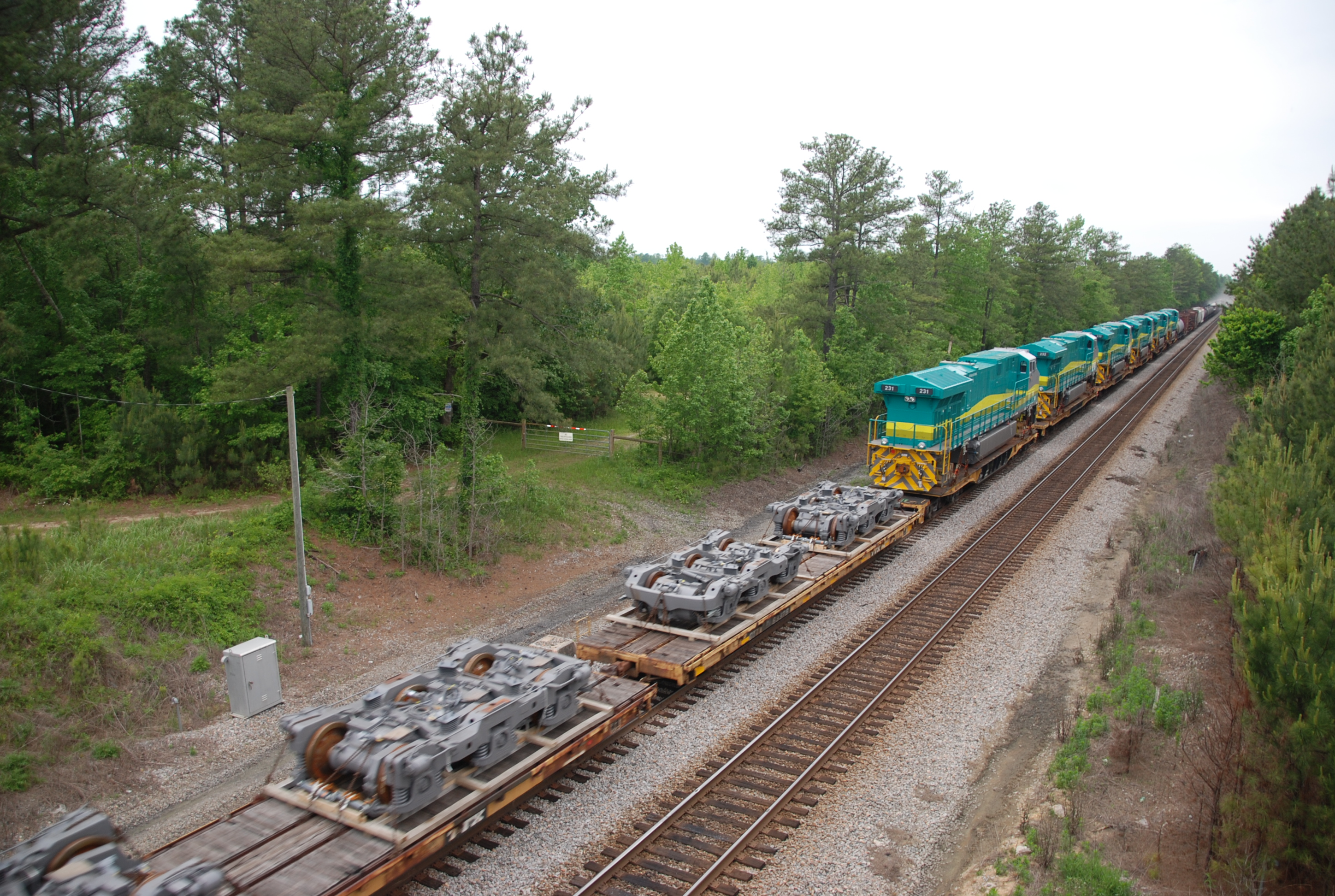
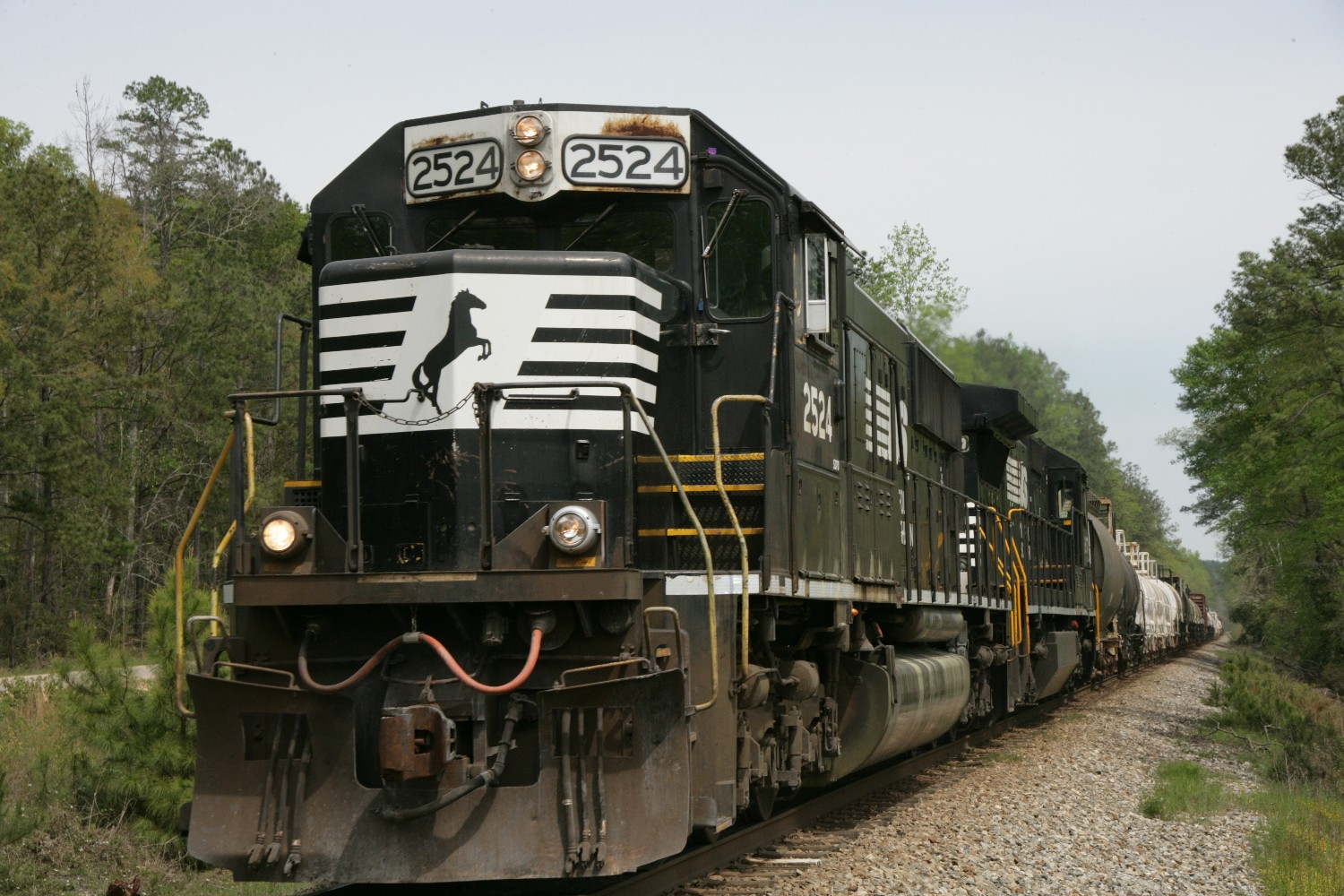
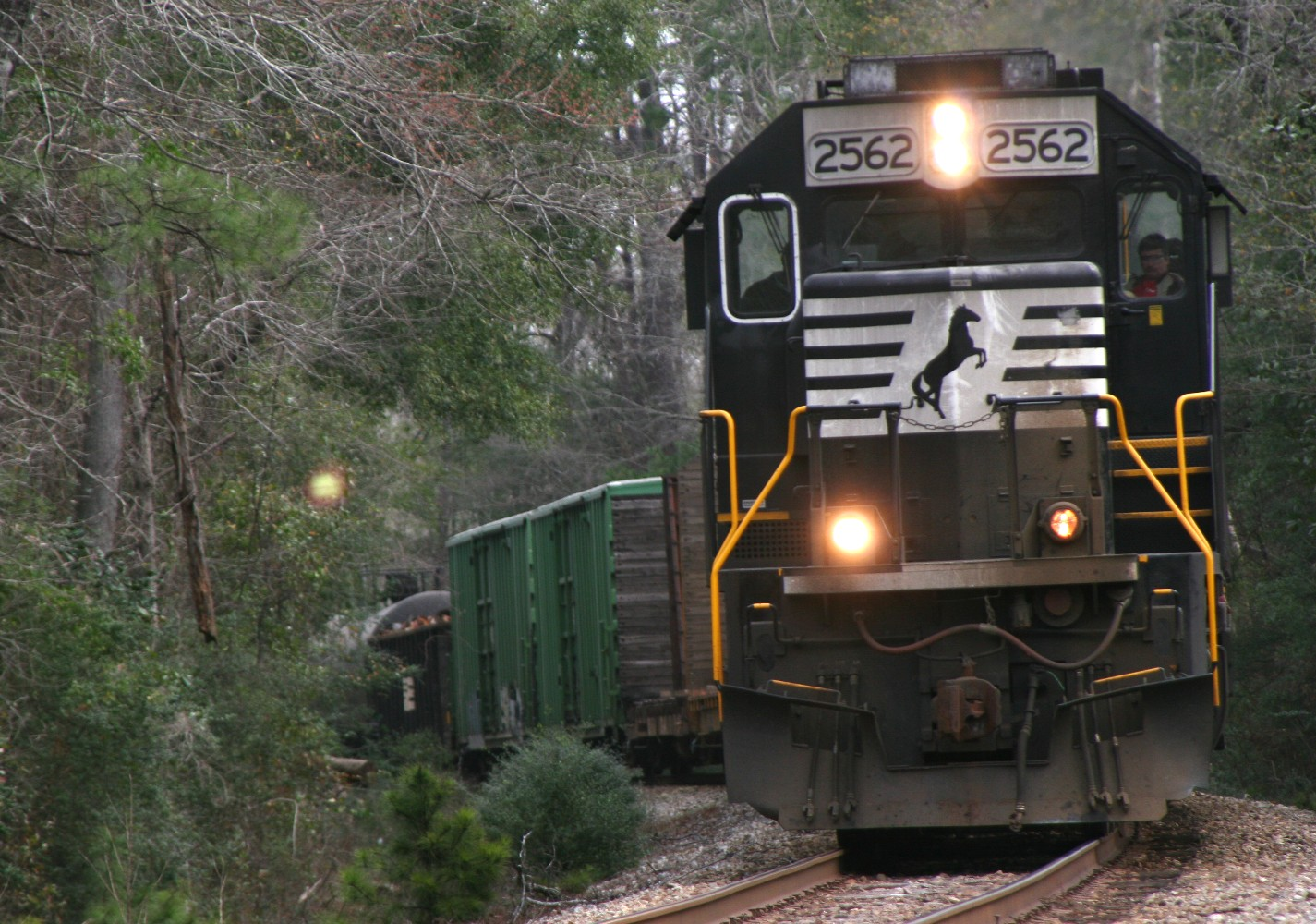
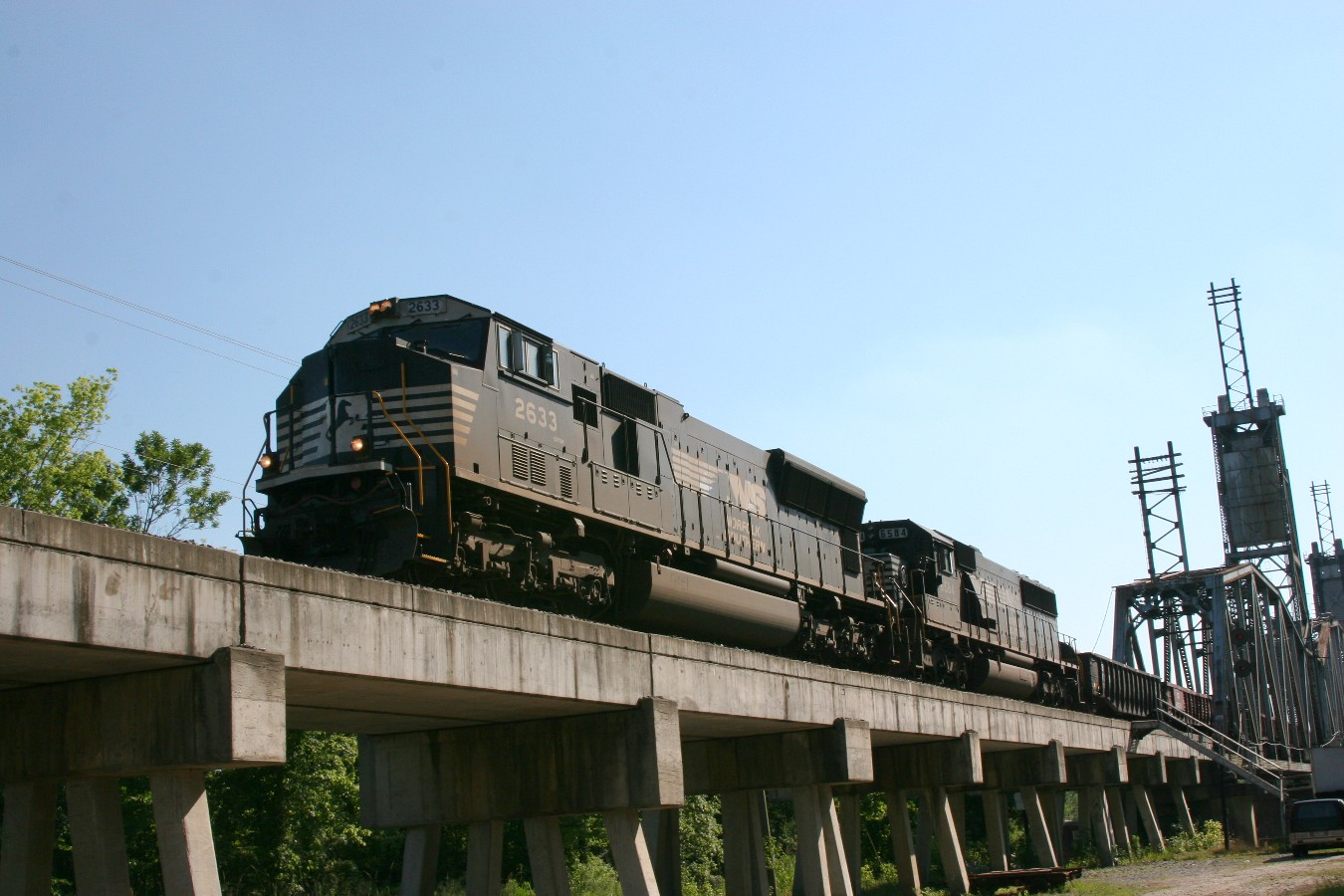
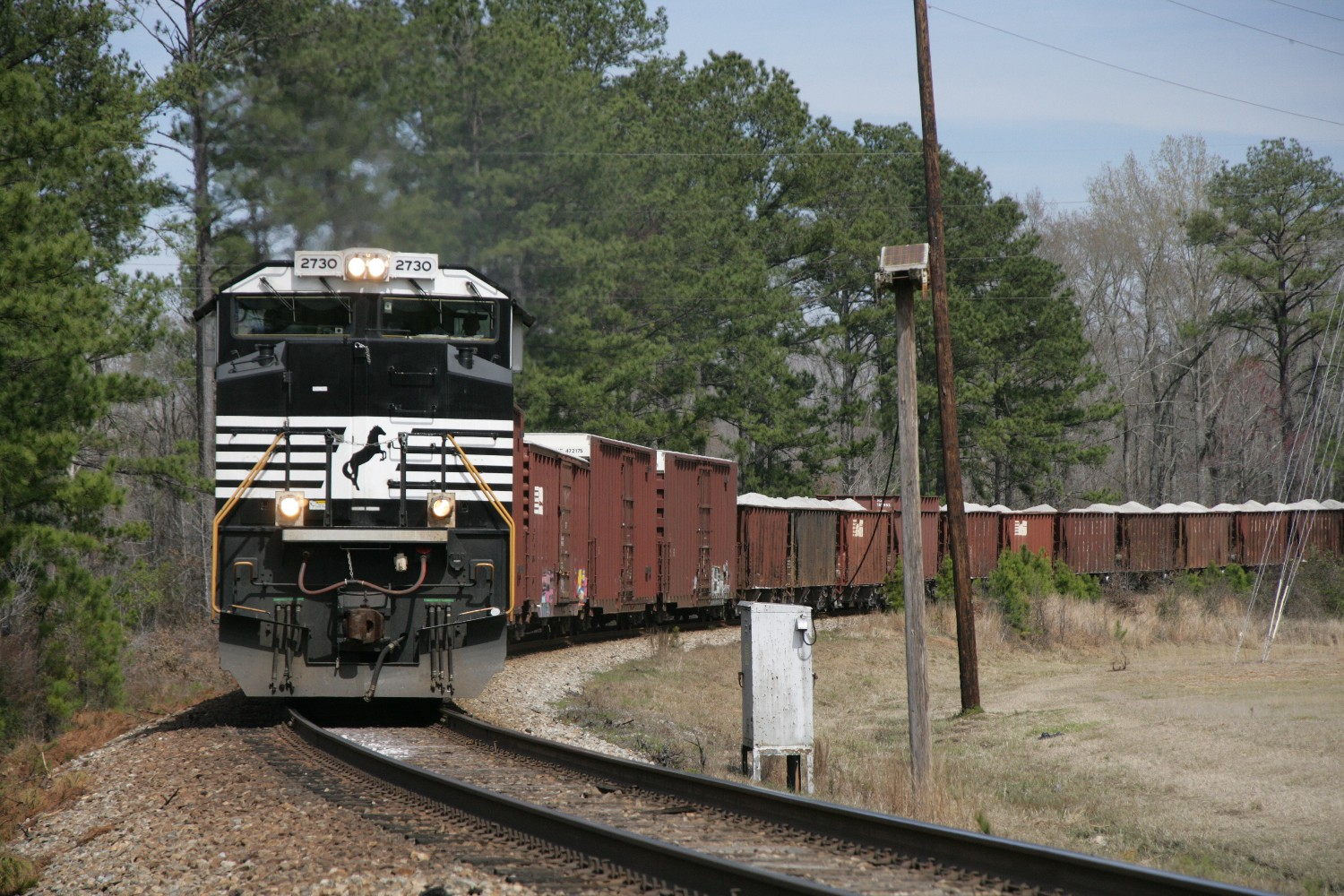
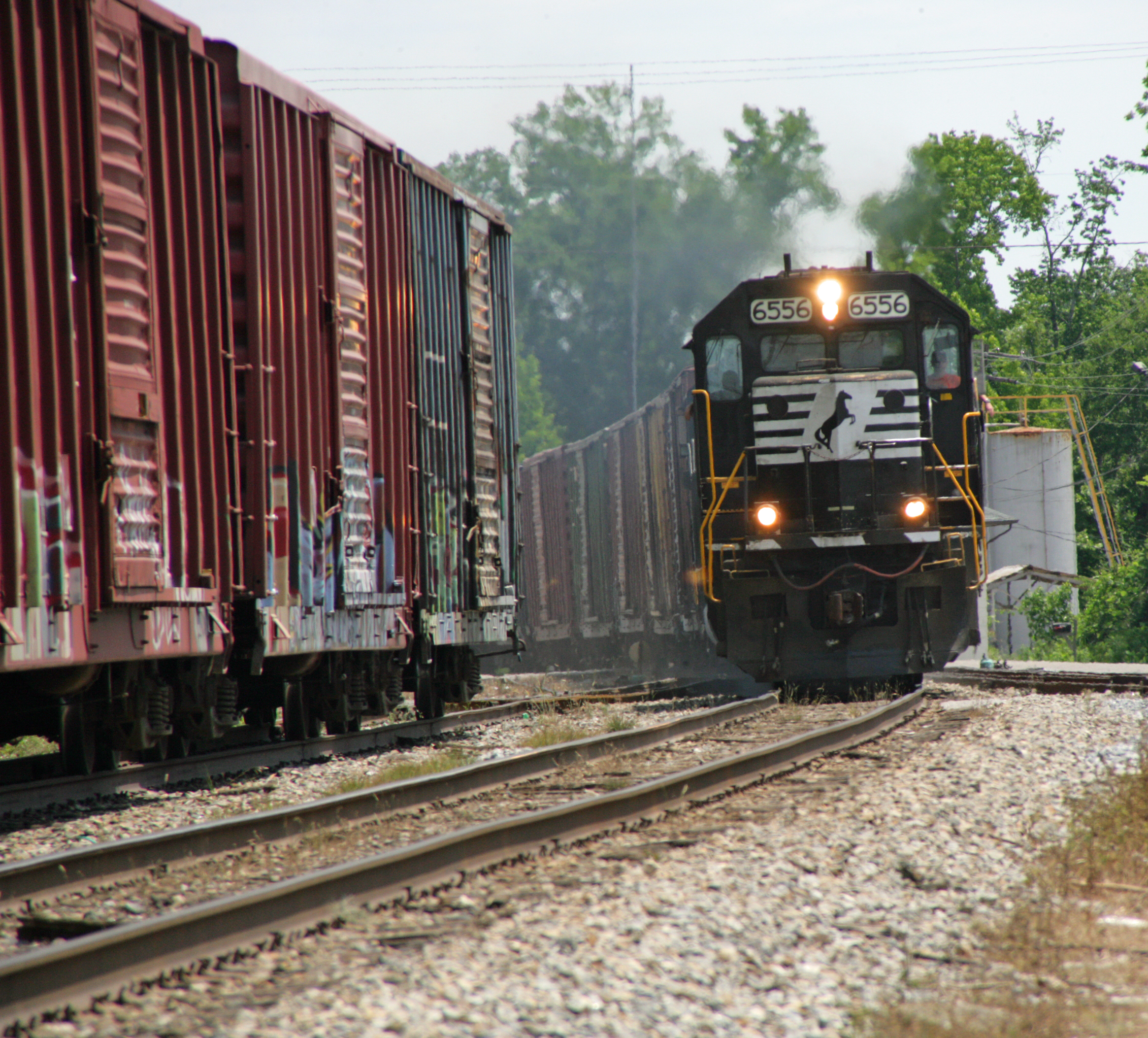
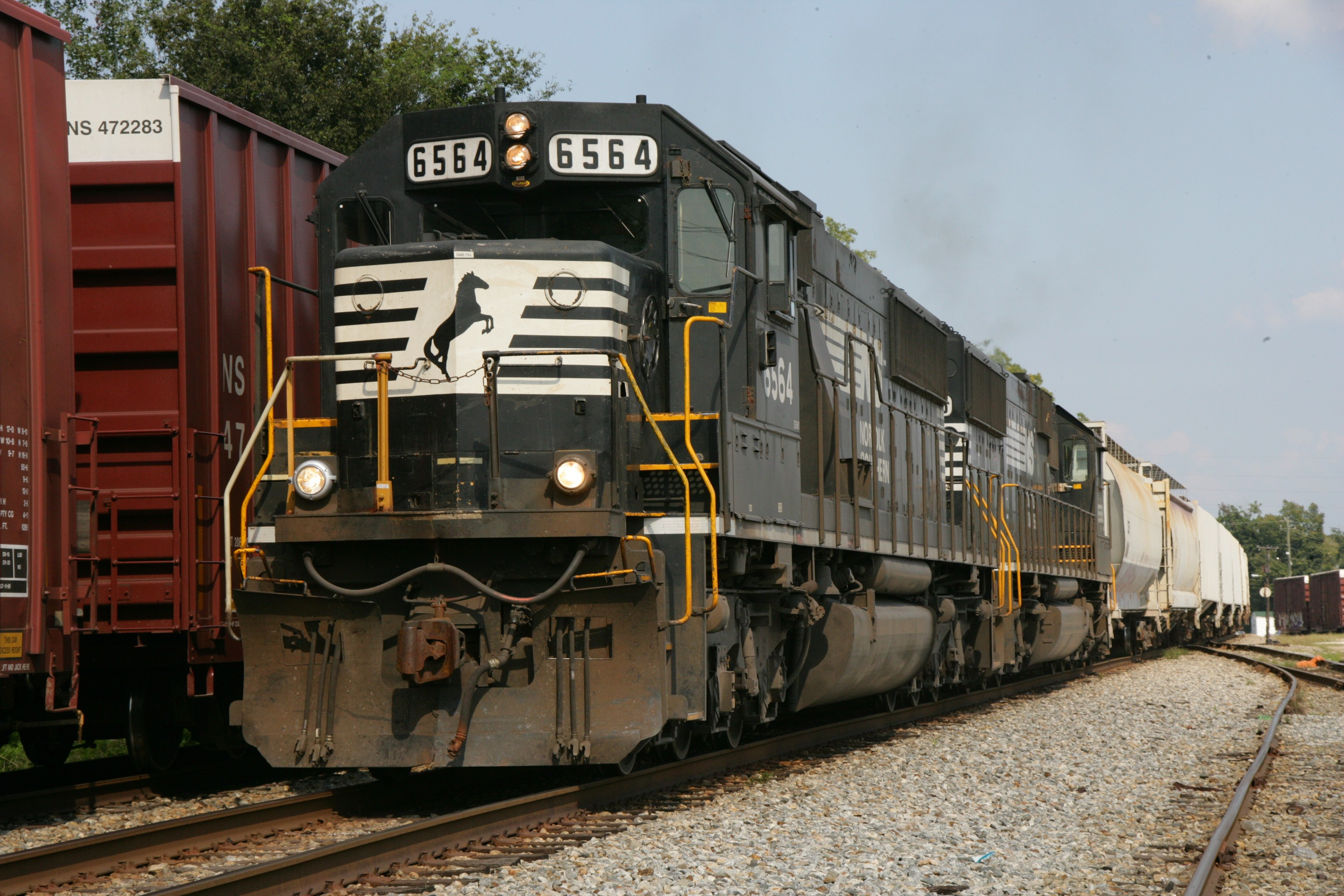